# 相思灣
相思灣，又稱相思灣海灘，是香港一個海灘，位於新界西貢區清水灣半島龍蝦灣以西、檳榔灣以南，背靠釣魚翁山，面臨牛尾海。

## 海灘

相思灣

相思灣在1995年6月2日曾經發生鯊魚襲擊，導致一名在海灘游泳的男子死亡的事件。因為相思灣海灘至今都不是政府管轄的正式泳灘，並沒有防鯊網和救生員服務，不適宜游泳。每逢假日都有一些人帶同寵物於該處嬉水。另一方面，該海灣也是香港的其中一個熱門潛水地點，海底有小量珊瑚及海葵群落。

## 公共交通
巴士
小巴

## 外部連結
- 暢遊香港：相思灣
- 香港潛水總會：香港域內潛點簡介 （页面存档备份，存于）

22°18′26″N 114°17′26″E / 22.307242°N 114.290688°E